# Cyanotis papilionacea
Cyanotis papilionacea là một loài thực vật có hoa trong họ Commelinaceae. Loài này được (Burm.f.) Schult. & Schult.f. mô tả khoa học đầu tiên năm 1830.